# FC Dynamo Kyiv
Dynamo Kiev (tiếng Ukraina: Футбольний клуб "Динамо" Київ, tiếng Nga: футбольный клуб "Динамо" Киев) là một câu lạc bộ bóng đá chuyên nghiệp của Ukraina có trụ sở tại Kiev. Được thành lập vào năm 1927, là một phần của Hiệp hội Thể thao Dynamo Xô Viết, câu lạc bộ chơi ở giải Ukraine Premier League, và chưa bao giờ bị xuống hạng dưới. Sân nhà của họ là NSC Olimpiyskiy có sức chứa 70,050 chỗ ngồi.

## Dynamo Kiev tại đấu trường châu Âu
Dynamo Kyiv là câu lạc bộ thường xuyên tham dự các giải đấu của UEFA và đã tham dự được hơn 50 giải đấu. Đội bóng này đã không bỏ lỡ một mùa giải nào ở đấu trường châu Âu kể từ năm 1990 và kể từ năm 1973, họ chỉ bỏ lỡ hai lần (1984-85 và 1988-89).

### Xếp hạng hệ số câu lạc bộ UEFA
Tính đến ngày 4 tháng 10 năm 2019, nguồn: 
| Thứ hạng | Đội bóng    | Điểm   |
| -------- | ----------- | ------ |
| 23       | Villarreal  | 56.000 |
| 24       | Dynamo Kyiv | 52.000 |
| 25       | Besiktas    | 51.000 |

### Xếp hạng UEFA từ năm 2007
Nguồn: 
| Mùa giải | Thứ hạng | Movement | Điểm   | Thay đổi          |
| -------- | -------- | -------- | ------ | ----------------- |
| 2019–20  | 24       | -1       | 52.000 | -13.000           |
| 2018–19  | 23       | =0       | 65.000 | +3.000            |
| 2017–18  | 23       | +2       | 62.000 | new points system |
| 2016–17  | 25       | +1       | 67.526 | +1.550            |
| 2015–16  | 26       | +1       | 65.976 | +0.943            |
| 2014–15  | 27       | +7       | 65.033 | +8.840            |
| 2013–14  | 34       | -9       | 56.193 | -12.958           |
| 2012–13  | 25       | +6       | 68.951 | +6.925            |
| 2011–12  | 31       | -1       | 62.026 | +1.250            |
| 2010–11  | 30       | +14      | 60.776 | +17.866           |
| 2009–10  | 44       | -3       | 42.910 | -3.460            |
| 2008–09  | 41       | +33      | 46.370 | +11.438           |
| 2007–08  | 74       | -13      | 34.932 | -3.791            |